# Dąbki (Chojnice)
Pour les articles homonymes, voir Dąbki.
Dąbki est une localité polonaise de la gmina mixte de Czersk située dans le powiat de Chojnice en voïvodie de Poméranie. Elle se trouve à environ 30 km à l'est de Chojnice et 77 km au sud-ouest de la capitale régionale Gdańsk.

## Géographie

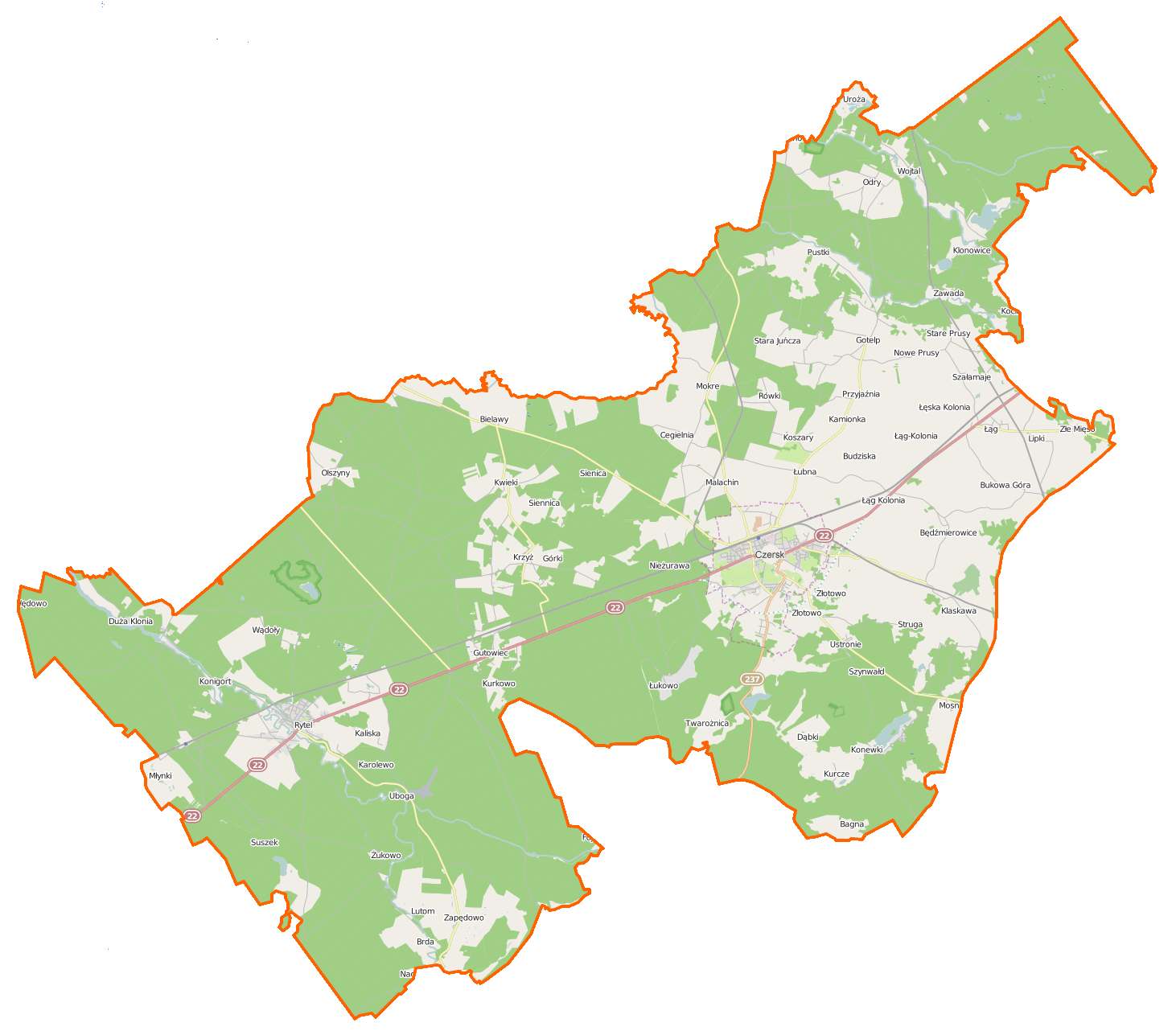
Carte de la gmina de Czersk.